# Janez Gorišek
Janez Gorišek (Ljubljana, 1933. szeptember 13. – 2023. március 20. vagy 21.) szlovén síugró, olimpikon, építőmérnök, építész.

## Életútja
Az 1956-os Cortina d’Ampezzó-i téli olimpián síugrásban az 50. helyen végzett.
1961-ben a Ljubljanai Egyetem Építőmérnöki és Geodéziai Karán szerzett diplomát. Testvérével, Vlado Gorišekkel (1925–1997) dolgozott együtt. Számos sísáncot terveztek együtt. A legismertebb a Planica Északi Központban található Gorišek testvérek sísánca (szlovénül: Letalnica bratov Gorišek), amelyet 1969-ben adtak át és a világ két legnagyobb síugrósáncának egyike. Ők tervezték az 1984-es szarajevói téli olimpiára az Igman Olimpiai Síugróközpontot. A későbbi időszakban fiával, Sebastjan Goriškóval dolgozott együtt.

## Munkái
- 2014: Kulm sísánc, Bad Mitterndorf, Ausztria (bővítés, felújítás)
- 1967–1969: Letalnica Bratov Gorišek(wd), Planica Északi Központ, Planica, Szlovénia
- 1973: Heini Klopfer-sánc, Oberstdorf, Németország (bővítés, felújítás)
- 1982–1984: Igman Olimpiai Síugróközpont, Igman, Bosznia-Hercegovina
- 1987–1989: Nagy Olimpiai Sánc, Garmisch-Partenkirchen, Németország (bővítés, felújítás)
- 2009–2010: Kiremittepe Sísánc, Erzurum, Törökország
- 2010–2011: Vikersundbakken, Vikersund, Norvégia (bővítés, felújítás)
- 2013: Letalnica Bratov Gorišek, Planica Északi Központ, Planica, Szlovénia (felújítás)

## Díjai, elismerései
- Bloudko-díj (1968, testvérével együtt)
- Šentjernej díszpolgára (2015)
- a Szlovén Köztársaság Ezüst Érdemrendje (2016)

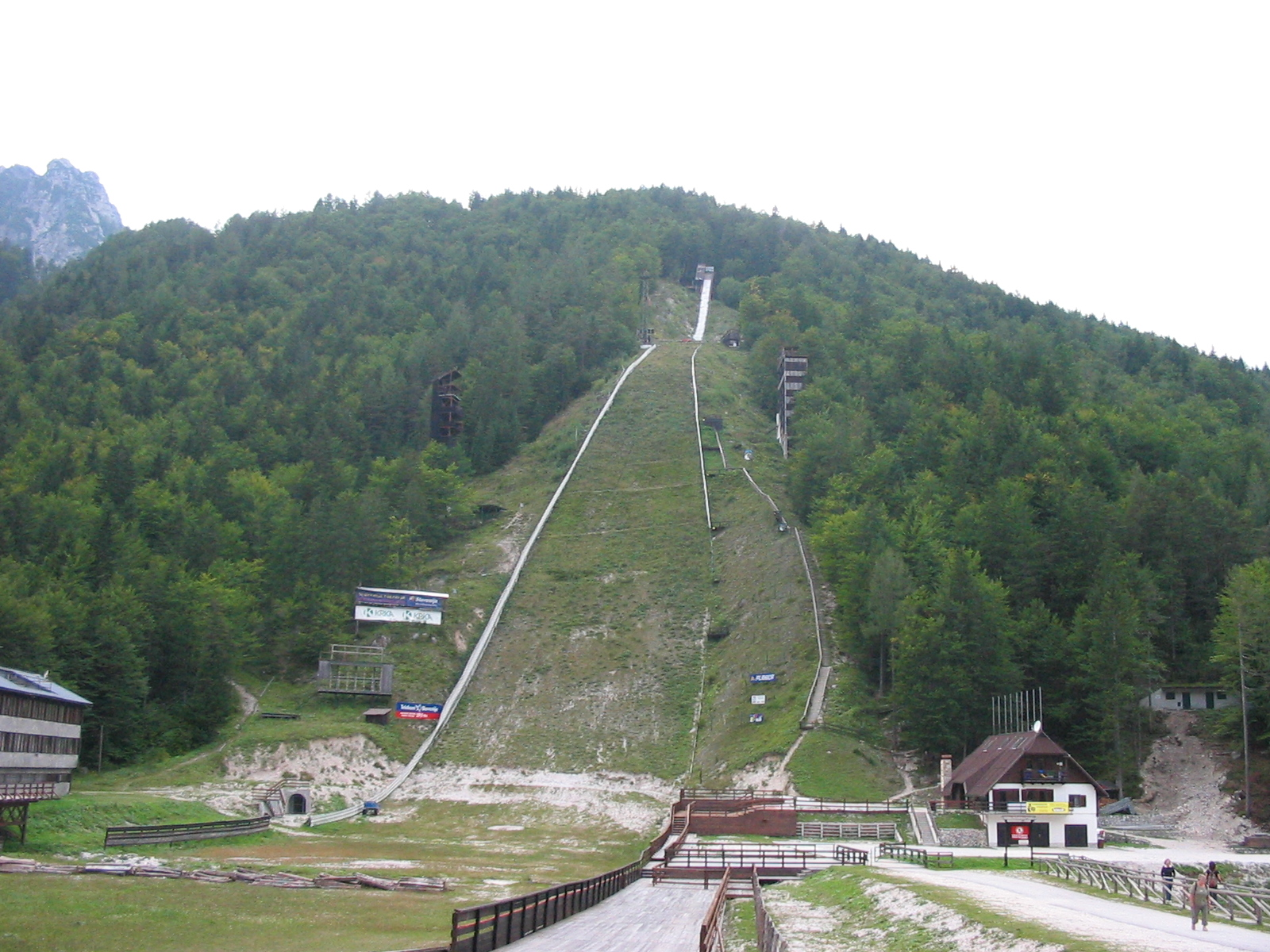
Letalnica bratov Gorišek (2005)
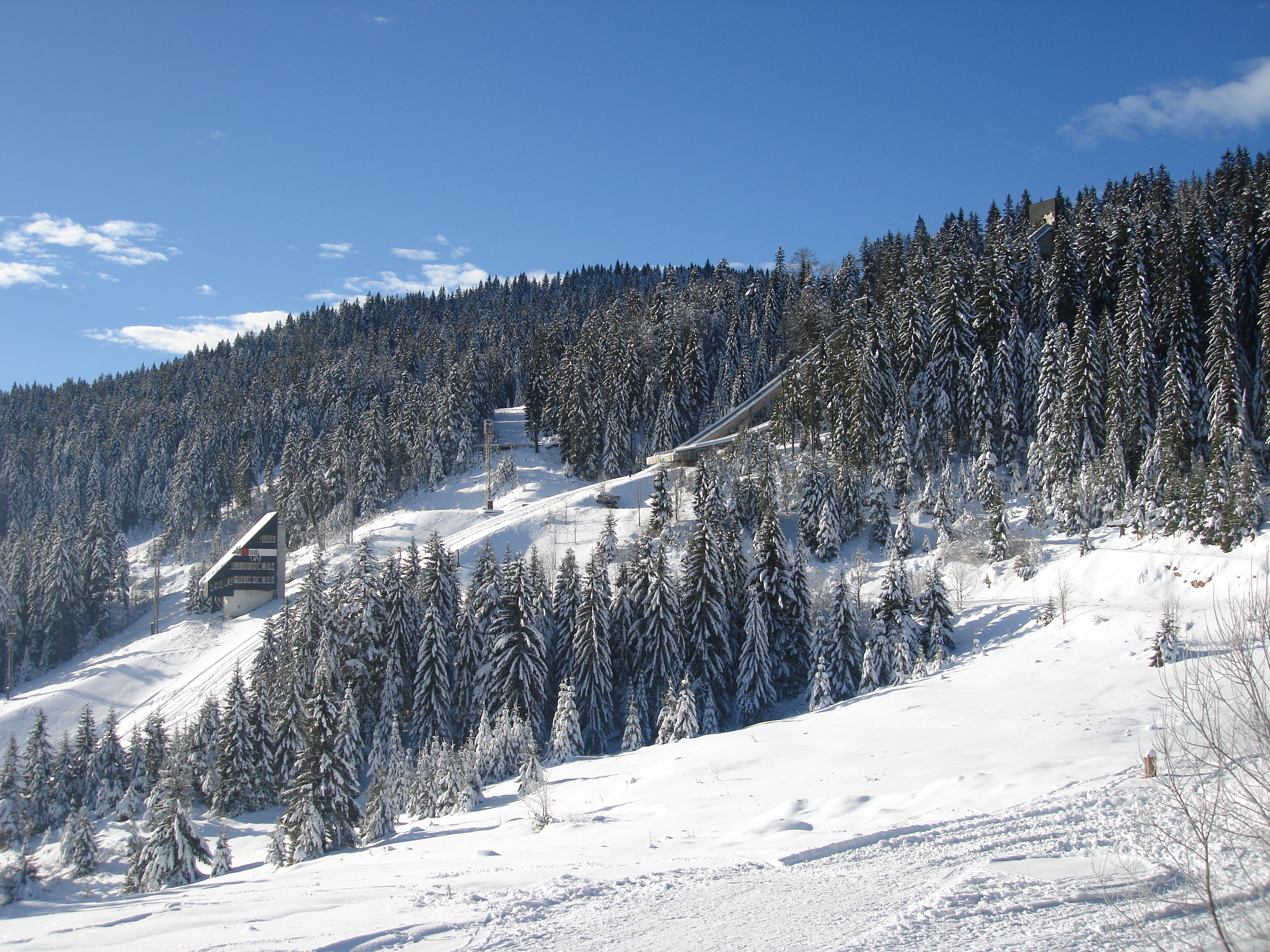
Igman Olimpiai Síugróközpont (2007)
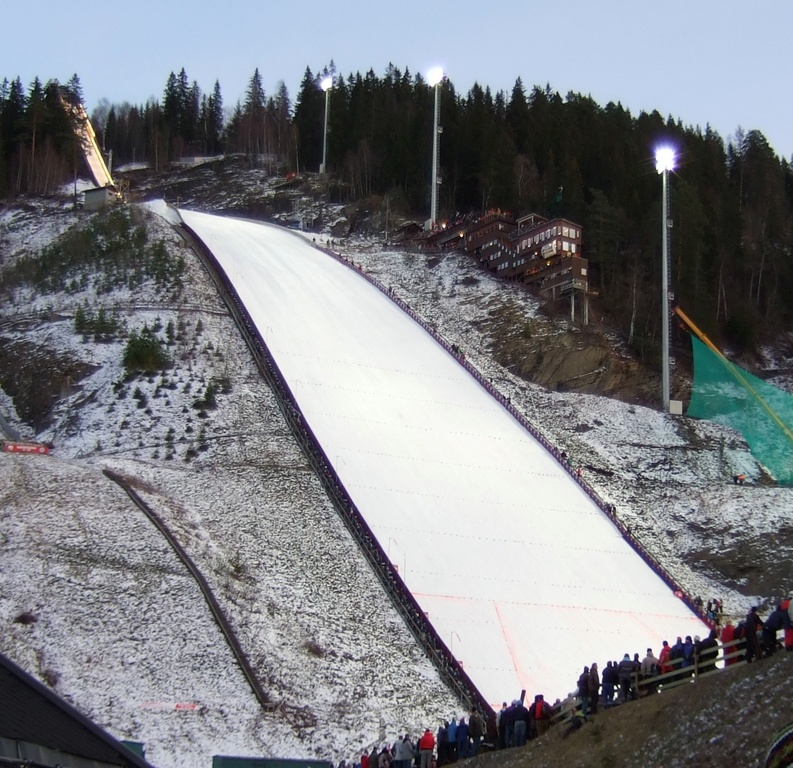
Vikersundbakken (terv)

## Fordítás
- Ez a szócikk részben vagy egészben  a   Janez Gorišek című szlovén Wikipédia-szócikk ezen változatának fordításán alapul.  Az eredeti cikk szerkesztőit annak laptörténete sorolja fel. Ez a jelzés csupán a megfogalmazás eredetét és a szerzői jogokat jelzi, nem szolgál a cikkben szereplő információk forrásmegjelöléseként.